# 9K31 Strela-1
Pour les articles homonymes, voir Strela.
Le 9K31 Strela-1 (Flèche-1 en russe) est un système antiaérien mobile soviétique utilisant comme tracteur-érecteur-lanceur le châssis du BRDM-2 désigné comme 9P31. Il est connu en Occident sous le code OTAN SA-9 Gaskin.

## Présentation
Le Strela est apparu dans les années 1960 et rendu public vers 1970. Le missile utilisé possède les caractéristiques suivantes :
- longueur : 1,829 m
- diamètre : 11,0 cm
- envergure : 30,0 cm
- masse     : 30 kg
- vitesse : Mach 1,5
- portée : 8 km
- altitude : 4 km

Lors de l'accrochage d'une cible, deux missiles sont tirés à un intervalle de cinq secondes, ce qui augmente la probabilité de destruction de l'objectif. Le Strela-1 souffre cependant de plusieurs défauts : il n'est capable d'engager une cible que par beau temps, sa cadence de tir est faible du fait du rechargement manuel et le tireur est obligé de faire constamment  tourner la tourelle pour rechercher les cibles. On aurait partiellement remédié à ces manques en installant le même radar que sur le ZSU-23-4, qui permet de surveiller l'espace aérien dans un rayon de vingt kilomètres.

## Remplacement
Au vu de ses performances, le Strela-1 a été remplacé par sa version évoluée : le Strela-10.

## Utilisateurs
- L’Armée rouge en mettait seize dans chaque division et quatre par régiment de chars ou de fusiliers motorisés.
- Algérie
- Égypte
- Allemagne de l'Est
- Hongrie
- Inde
- Libye
- Irak - 160 véhicules lances-missiles et 1 920 missiles livrés entre 1982 et 1985[1];
- Mongolie
- Pologne
- République arabe sahraouie démocratique
- Russie – armée de terre russe – 200 9K31, en 2012, marine russe – 50 9K31 and 9K35, en 2012 [2]
- Roumanie - Produit sous licence CA-95
- Serbie[3]
- Syrie
- Yémen
- Viêt Nam
- Yougoslavie

Durant la guerre du Liban, une patrouille de la Légion étrangère de l'Armée française a saisi un véhicule lance-missiles avec ses munitions. Rapidement chargé dans un C160 Transall, il a été examiné au Centre d'expériences aériennes militaires de Mont-de-Marsan.